# Стара планина (орден)
 Тази статия е за Стара планина (орден).  За други значения на Стара планина вижте Стара планина (пояснение).  
Орден „Стара планина“ е най-високото отличие в наградната система на Република България. Връчва се от президента на България на политици, дипломати, общественици, музиканти, певци, спортисти, български и чужди граждани.

## История
Учреден е с указ от Президиума на V народно събрание на 4 август 1966 година. Първоначалният статут на орден „Стара планина“ предвижда негови лауреати да бъдат само чужди граждани, политици, общественици, спортисти и др. На 21 март 1991 г. наградната система на НРБ е отменена, но орден „Стара планина“ запазва статута си и преминава в наградната система на Република България. От 15 юли 1994 г. статутът на ордена е изменен, за да могат с него да бъдат награждавани български граждани, „които имат изключително големи заслуги към Република България“, като първите наградени са 27 играчи и треньори от националния отбор по футбол.

## Статут
Чл.4.
(1) С орден „Стара планина“ се награждават:
1. български граждани – държавни глави и ръководители на правителства, министри, политици, обществени дейци, културни дейци, военни лица и представители на духовенството, които имат изключително големи заслуги към Република България;
2. чужди граждани – държавни глави и ръководители на правителства, министри, политици, общественици и културни дейци, които имат изключително големи заслуги за двустранните отношения с Република България и за развитието на международното сътрудничество, укрепването на сигурността и мира между народите, както и за защита на правата и свободата на човека.

## Описание
(2) Орден „Стара планина“ е с лента и без лента:
1. с орден „Стара планина“ с лента се награждават държавни глави, министър-председатели, а в изключителни случаи и български граждани; на наградените се връчва и звезда на ордена;
2. с орден „Стара планина“ без лента се награждават министри, дипломати, политически и обществени дейци, дейци на културата, военни лица, представители на духовенството, както и носители на други български и чужди ордени.
(3) Орден „Стара планина“ с лента е без степени и има:
1. формата на петолъчна звезда със златни кантове, покрита с бял емайл, прикрепена чрез напречен бант и златен лъв за бяла лента с българския национален трибагреник от дясната страна; носи се през рамо;
2. звезда на ордена: върху златни лъчи – петолъчна звезда със златни кантове, покрита с емайл, в средата с пръстен със златни кантове, покрит с емайл и надпис „Стара планина“; носи се на гърди.
(4) Орден „Стара планина“ без лента има две степени – първа и втора, и две категории – с мечове (връчва се на военни лица) и без мечове (връчва се на граждански лица):
1. първа степен: върху сребърни лъчи – петолъчна звезда със златни кантове, покрита с емайл, в средата с пръстен със златни кантове, покрит с емайл и надпис „Стара планина“, прикрепена чрез златен лъв за бяла лента с българския национален трибагреник; носи се на шия;
2. втора степен: върху сребърни лъчи – петолъчна звезда със сребърни кантове, покрита с емайл, в средата сребърен пръстен и надпис „Стара планина“, прикрепена чрез сребърен лъв за бяла лента с българския национален трибагреник; носи се на шия.

## Награждаване
Чл.11
(1) Президентът на Република България награждава с ордени и медали.
(2) Предложения за награждаване с ордени и медали се правят от председателя на Народното събрание и от Министерския съвет въз основа на мотивирано предложение от съответните министри, от Българската академия на науките, от висшите училища, от Българския Червен кръст, от творчески съюзи, сдружения и други организации с нестопанска цел, както и от инициативни комитети на граждани.
(3) Предложения за награждаване на чужди граждани с ордени и медали се правят от министъра на външните работи.
(4) Предложения за награждаване на български военни лица се правят от министъра на отбраната.
(5) Предложенията за награждаване трябва да съдържат подробно описание на дейността на лицето и мотивирано предложение за награждаване.
Чл.12.
(1) Указите на Президента на Република България за награждаване с ордени и медали се приподписват съгласно чл.102, ал.2 от Конституцията на Република България.
(2) Указите на Президента на Република България за награждаване с ордени и медали се подпечатват с държавния печат и се обнародват в „Държавен вестник“.

## Орденски знаци
- Орден 
 „Стара планина“ 
 с лента
- Звезда на орден 
 „Стара планина“ 
 без лента
- Орден 
 „Стара планина“ 
 I-степен (без мечове)
- Орден 
 „Стара планина“ 
 I-степен (с мечове)
- Орден 
 „Стара планина“ 
 II-степен (без мечове)
- Орден 
 „Стара планина“ 
 II-степен (с мечове)
- Орден „Стара планина“ без лента, с който е удостоен Димитър Пешев (експонат на НИМ)

## Наградени
Наградените с орден „Стара планина“ са описани в следните списъци:
- Наградени с орден „Стара планина“ (до 15 юли 1994) (само чужди граждани)
- Наградени с орден „Стара планина“ (Желю Желев след 15 юли 1994) (15 юли 1994 – 22 януари 1997)
- Наградени с орден „Стара планина“ (Петър Стоянов) (22 януари 1997 – 22 януари 2002)
- Наградени с орден „Стара планина“ (Георги Първанов, първи мандат) (22 януари 2002 – 22 януари 2007)
- Наградени с орден „Стара планина“ (Георги Първанов, втори мандат) (22 януари 2007 – 22 януари 2012)
- Наградени с орден „Стара планина“ (Росен Плевнелиев) (22 януари 2012 – 22 януари 2017)
- Наградени с орден „Стара планина“ (Румен Радев, първи мандат) (22 януари 2017 – 22 януари 2022)
- Наградени с орден „Стара планина“ (Румен Радев, втори мандат) (от 22 януари 2022)